# WTA-toernooi van Bristol
Het WTA-toernooi van Bristol (officieel: Bristol Open) was een tennistoernooi ter voorbereiding op Wimbledon. Het toernooi werd gespeeld in het Britse Bristol en had als ondergrond gras.

## Officiële namen
| 1881-1970 | West of England Lawn Tennis Championships |
| 1971–1972 | Bristol Open                              |

## Meervoudig winnaressen enkelspel
| speelster              | aantal titels | in de jaren      |
| ---------------------- | ------------- | ---------------- |
| Lottie Dod             | 3             | 1886-1888        |
| Phyllis Howkins-Covell | 3             | 1921, 1924, 1928 |
| Joan Curry             | 3             | 1947–1949        |
| Margaret Smith-Court   | 3             | 1962, 1971-1972  |
| Louisa Martin          | 2             | 1889-1890        |
| Gethyn Harry           | 2             | 1929, 1935       |
| Doris Hart             | 2             | 1953, 1956       |
| Maria Bueno            | 2             | 1959-1960        |

## Finales

### Enkelspel
| Datum                              | Cat.          | ($)           | Ondergrond    | Winnares                   | Verliezend finaliste    | Uitslag        |               |
| ---------------------------------- | ------------- | ------------- | ------------- | -------------------------- | ----------------------- | -------------- | ------------- |
| 1881                               | -             | -             | gras, buiten  | Gertrude Gibbs             | Annie Layard            | 6–0, 7–5       |               |
| 1882                               | -             | -             | gras, buiten  | Fanny Morris               | Gertrude Gibbs          | 6–4, 6–4       |               |
| 1883                               | -             | -             | gras, buiten  | Maud Watson                | N. Pope                 | 6–1, 6–2       |               |
| 1884                               | -             | -             | gras, buiten  | Edith Davies               | Lilian Cole             | 6–4, 6–4       |               |
| 1885                               | -             | -             | gras, buiten  | Gertrude Gibbs (2)         | Edith Davies            | 2–6, 6–4, 6–0  |               |
| 1886                               | -             | -             | gras, buiten  | Lottie Dod                 | Maud Watson             | 7–5, 6–4       |               |
| 1887                               | -             | -             | gras, buiten  | Lottie Dod (2)             | Maud Watson             | 7–5, 6–4       |               |
| 1888                               | -             | -             | gras, buiten  | Lottie Dod (3)             | N. Pope                 | 6–3, 6–0       |               |
| 1889                               | -             | -             | gras, buiten  | Louisa Martin              | Florence Stanuell       | 4–6, 6–1, 6–2  |               |
| 1890                               | -             | -             | gras, buiten  | Louisa Martin (2)          | N. Pope                 | 6–3, 8–6       |               |
| 1891                               | -             | -             | gras, buiten  | N. Pope                    | Mary Agg                | 6–0, 7–5       |               |
| 1892–94                            | Niet gehouden | Niet gehouden | Niet gehouden | Niet gehouden              | Niet gehouden           | Niet gehouden  |               |
| 1895                               | -             | -             | gras, buiten  | Helen Jackson              | Madeline Fisher-O'Neill | 6–1, 6–1       |               |
| 1896                               | -             | -             | gras, buiten  | Charlotte Cooper           | Ruth Dyas               | 4–6, 7–5, 6–3  |               |
| 1899–1919                          | Niet gehouden | Niet gehouden | Niet gehouden | Niet gehouden              | Niet gehouden           | Niet gehouden  |               |
| 1920                               | -             | -             | gras, buiten  | Mabel Parton               | Doris Covell Craddock   | 9–7, 6–8, 6–4  |               |
| 1921                               | -             | -             | gras, buiten  | Phyllis Howkins            | Doris Covell Craddock   | 10–8, 6–2      |               |
| 1922                               | -             | -             | gras, buiten  | Doris Covell Craddock      | Edith Boucher-Hannam    | 6–1, 6–1       |               |
| 1923                               | -             | -             | gras, buiten  | Elizabeth Ryan             | Doris Covell Craddock   | 8–6, 6–3       |               |
| 1924                               | -             | -             | gras, buiten  | Phyllis Howkins-Covell (2) | Joan Austin             | 6–4, 6–3       |               |
| 1925                               | -             | -             | gras, buiten  | Kathleen Lidderdale Bridge | Doris Covell Craddock   | 6–4, 1–6, 6–3  |               |
| 1926                               | Niet gehouden | Niet gehouden | Niet gehouden | Niet gehouden              | Niet gehouden           | Niet gehouden  |               |
| 1927                               | -             | -             | gras, buiten  | Mary McIlquham             | Margaret McKane Stocks  | 6–1, 6–1       |               |
| 1928                               | -             | -             | gras, buiten  | Phyllis Howkins-Covell (3) | Betty Dix               | 7–5, 6–1       |               |
| 1929                               | -             | -             | gras, buiten  | Gethyn Harry               | Mrs Helen Boucher       | 4–6, 6–1, 6–1  |               |
| 1930                               | -             | -             | gras, buiten  | Kathleen Lidderdale Bridge | Freda Scott             | 6–1, 8–6       |               |
| 1931                               | -             | -             | gras, buiten  | Doris Eastley              | Vera Montgomery         | 3–6, 7–5, 6–3  |               |
| 1932                               | Niet gehouden | Niet gehouden | Niet gehouden | Niet gehouden              | Niet gehouden           | Niet gehouden  |               |
| 1933                               | -             | -             | gras, buiten  | Kay Stammers               | Andrée Lucas            | 6–2, 6–2       |               |
| 1934                               | -             | -             | gras, buiten  | Andrée Lucas               | Gethyn Harry            | 6–2, 6–2       |               |
| 1935                               | -             | -             | gras, buiten  | Gethyn Harry (2)           | Mona Riddell            | 6–4, 4–6, 6–3  |               |
| 1936                               | -             | -             | gras, buiten  | Hilde Sperling             | Daphne White Birch      | 6–2, 6–2       |               |
| 1937                               | -             | -             | gras, buiten  | Anita Lizana               | Hilde Sperling          | ?              |               |
| 1938                               | -             | -             | gras, buiten  | Mona Riddell               | Gem Hoahing             | 1–6, 6–3, 6–4  |               |
| 1939                               | -             | -             | gras, buiten  | Diana Wood                 | Joan Curry              | 6–2, 8–10, 6–2 |               |
| 1940                               | -             | -             | gras, buiten  | Kay Stammers Menzies       | Peggy Scriven           | 8–10, 6–3, 6–3 |               |
| 1941–45                            | Niet gehouden | Niet gehouden | Niet gehouden | Niet gehouden              | Niet gehouden           | Niet gehouden  |               |
| 1946                               | -             | -             | gras, buiten  | Joy Marriott Hibbert       | Miss Moss               | 3–6, 6–3, 6–2  |               |
| 1947                               | -             | -             | gras, buiten  | Joan Curry                 | Pam Seaton Bocquet      | 6–4, 6–0       |               |
| 1948                               | -             | -             | gras, buiten  | Joan Curry (2)             | Pam Seaton Bocquet      | 6–2, 6–3       |               |
| 1949                               | -             | -             | gras, buiten  | Joan Curry (3)             | Peggy McCorkindale      | 3–6, 6–3, 9–7  |               |
| 1950                               | -             | -             | gras, buiten  | Dorothy Head               | Helena Straubeová       | 6–3, 6–1       |               |
| 1951                               | -             | -             | gras, buiten  | Beverly Baker              | Beryl Bartlett          | 6–3; 6–3       |               |
| 1952                               | -             | -             | gras, buiten  | Patricia Canning-Todd      | Beryl Bartlett          | 7–5, 6–2       |               |
| 1953                               | -             | -             | gras, buiten  | Doris Hart                 | Angela Mortimer         | 7–5, 6–3       |               |
| 1954                               | -             | -             | gras, buiten  | Patricia Ward              | Heather Nicholls-Brewer | titel gedeeld  |               |
| 1955                               | -             | -             | gras, buiten  | Doris Hart (2)             | Dorothy Head-Knode      | 6–1, 6–3       |               |
| 1956                               | -             | -             | gras, buiten  | Althea Gibson              | Daphne Seeney           | 6–2, 10–8      |               |
| 1957                               | -             | -             | gras, buiten  | Angela Mortimer            | Edda Buding             | 7–5, 6–0       |               |
| 1958                               | -             | -             | gras, buiten  | Maria Bueno                | Angela Mortimer         | 6–0, 6–3       |               |
| 1959                               | -             | -             | gras, buiten  | Maria Bueno (2)            | Sandra Reynolds         | 6–4, 6–3       |               |
| 1960                               | -             | -             | gras, buiten  | Deidre Catt                | Renée Schuurman         | 7–5, 7–5       |               |
| 1961                               | -             | -             | gras, buiten  | Sandra Reynolds            | Deidre Catt             | 7–5, 10–8      |               |
| 1962                               | -             | -             | gras, buiten  | Margaret Smith             | Maria Bueno             | 6–1, 3–6, 6–2  |               |
| 1963                               | -             | -             | gras, buiten  | Edda Buding                | Elizabeth Starkie       | 9–7, 6–3       |               |
| 1964                               | -             | -             | gras, buiten  | Karen Hantze-Susman        | Françoise Dürr          | 6–8, 6–3, 6–3  |               |
| 1965                               | -             | -             | gras, buiten  | Nancy Richey               | Elizabeth Starkie       | 7–5, 6–2       |               |
| 1966                               | -             | -             | gras, buiten  | Betty Stöve                | Norma Baylon            | 6–3, 7–5       |               |
| 1967                               | -             | -             | gras, buiten  | Pat Walkden                | Edda Buding             | 0–6, 6–4, 6–3  |               |
| 1968                               | -             | -             | gras, buiten  | Kerry Melville             | Karen Krantzcke         | 6–0, 6–1       |               |
| ↓ Open tijdperk ↓                  |               |               |               |                            |                         |                |               |
| West of England Open Championships |               |               |               |                            |                         |                |               |
| 1969                               | -             | -             | gras, buiten  | Margaret Smith-Court (2)   | Billie Jean King        | 6–3, 6–3       | details       |
| 1970                               | -             | -             | gras, buiten  | Margaret Smith-Court (3)   | Françoise Dürr          | 6–1, 6–1       | details       |
| 1971                               | Niet gehouden | Niet gehouden | Niet gehouden | Niet gehouden              | Niet gehouden           | Niet gehouden  | Niet gehouden |
| Bristol Open                       |               |               |               |                            |                         |                |               |
| 1972                               | -             | -             | gras, buiten  | Billie Jean King           | Kerry Melville          | 6–3, 6–2       | details       |

### Dubbelspel
| Datum | Naam | Cat. | ($) | Ondergrond | Winnaressen | Verliezend finalistes | Uitslag |  |
| ----- | ---- | ---- | --- | ---------- | ----------- | --------------------- | ------- |  |

ITF-toernooien (mannen en vrouwen)

ATP-toernooien (mannen) – ATP-seizoen 2025

WTA-toernooien (vrouwen) – WTA-seizoen 2025

Voormalige toernooien mannen
Voormalige toernooien vrouwen
Voormalige amateurtoernooien